# ING Group

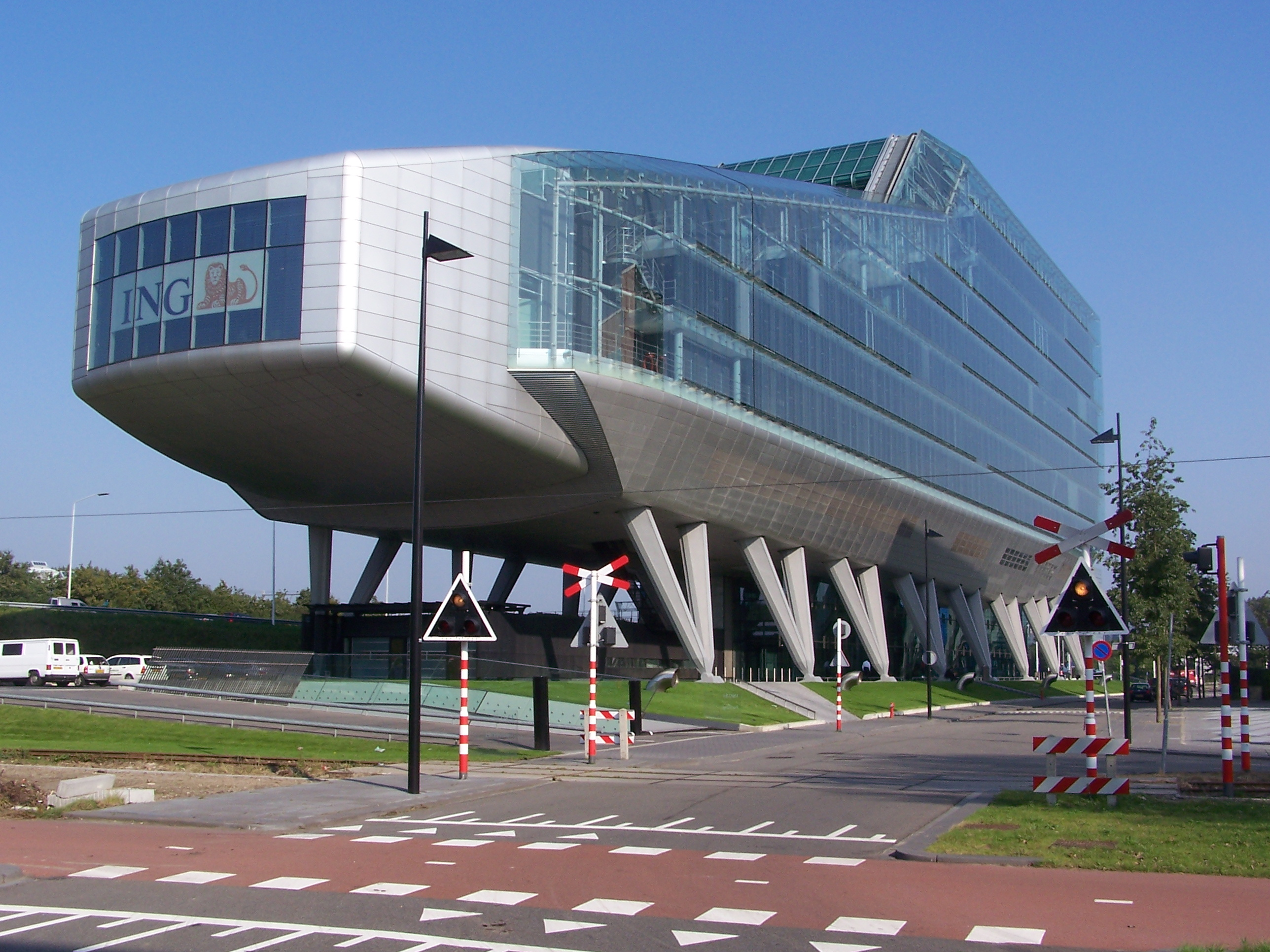
Az ING székháza Amszterdamban

Az ING Group N.V. (ismertebb nevén ING) egy holland eredetű globális pénzügyi szolgáltató, mely befektetéssel, nyugdíjjal, biztosítással foglalkozik. Fortune Global 500 szerint 2012-ben az ING a világ legnagyobb banki / pénzügyi szolgáltatások és biztosítási konglomerátuma bruttó bevétel szerint, ami meghaladja az évi  $150.000.000-t.
A csoport egyben világszinten 18. helyen áll összbevétel szerint.  2009-ben az ING több mint 85 millió egyéni és intézményi ügyfelet szolgált, több mint 45 országban. A cég alkalmazottjainak száma pedig meghaladta a 100.000-t.
Az alapítvány az Amerikai Egyesült Államokban, Ausztráliában, Ausztriában, Belgiumban, Bulgáriában, Chilében, Franciaországban, Indiában, Japánban, Kanadában, Kolumbiában, Lengyelországban, Mexikóban, Németországban, Olaszországban, Peruban, Romániában, Spanyolországban, Tajvanban, Törökországban és  Új-Zélandon működik.